# 水澤賢人
水澤 賢人（みずさわ けんと、1995年1月29日 - ）は日本の俳優。東京都出身。

## 略歴
2014年、月刊「根本宗子」『夢も希望もなく。』で初舞台。2016年、『艶漢』に主演・吉原詩郎役でキャスティングされ稽古に励むも、体調不良により、やむ無く降板。同年12月、あやめ十八番『霓裳羽衣（げいしょううい）』、極上文學『人間椅子 / 魔術師』へ出演の後、所属事務所を退所。

## 人物
- 趣味は猫・読書・喫茶店にいること・映画鑑賞。特技はダンス、サッカー（10年）。保有資格は普通自動車運転免許 / 普通自動二輪運転免許[1]。
- 子供の頃に唯一見ていたテレビアニメとして『ケロロ軍曹』を挙げており、小学生の頃はクレーンゲームでとったぬいぐるみを持っていた[10][11]。

## 出演

### 舞台
- 夢も希望もなく。（2014年1月） - 優一 役[6][12]
- 東京の空（2014年4月）[13]
- 八犬伝―東方八犬異聞―（2015年8月） - 五狐 天狐 役[1]
- ハートの国のアリス～The Best Revival～（2016年1月） - トゥイードル＝ディー 役[14]
- 艶漢（2016年3月） - 主演・吉原詩郎 役[15][4][5]※体調不良により降板[7]
- シッソウノオト（2016年8月） - 平井秀 役[16][17]
- 極上文學 人間椅子 / 魔術師（2016年11月・12月） - 文代 役[9]
- 霓裳羽衣（2016年12月）[8]

### 映画
- ミスターホーム（2014年）[18]

### テレビドラマ
- 山村美紗サスペンス 赤い霊柩車36 惻隠の誤算（2016年3月25日、フジテレビ）[19]